# Lars Paul Esbjörn

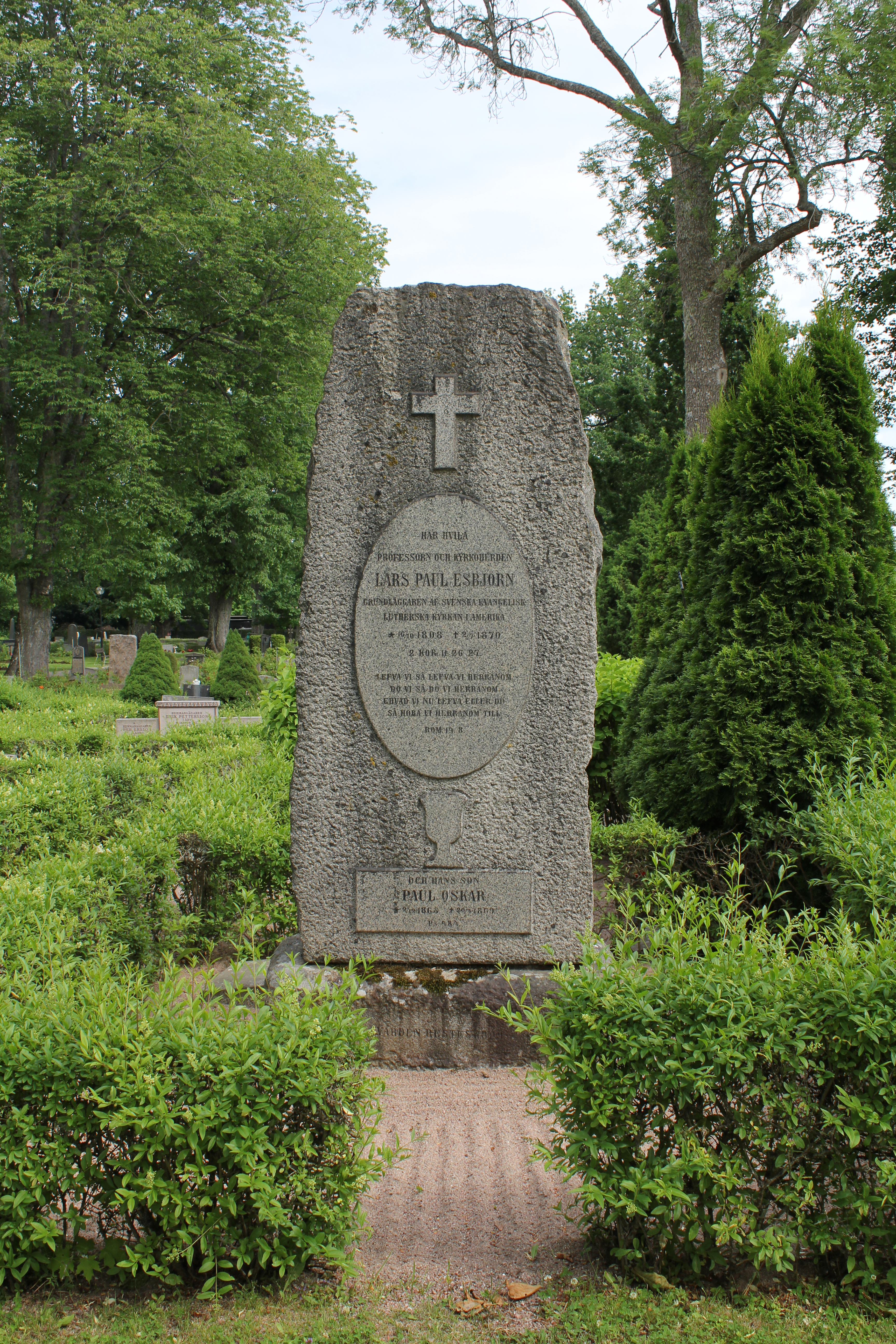
Lars Paul Esbjörns grav vid Östervåla kyrka.

Lars Paul Esbjörn, född Esbjörnsson 16 oktober 1808 i Delsbo socken, Gävleborgs län, död 2 juli 1870 i prästgården i Östervåla församling, Västmanlands län, var en svensk-amerikansk präst. 

## Biografi
Hans far var sockenskräddare och sonen studerade till präst med hjälp av en mecenat, kyrkoherden Olof Hansson Forssell. Esbjörn prästvigdes i Uppsala år 1832, varefter han blev pastorsadjunkt i Östervåla. Senare var han brukspredikant vid Oslättfors bruk och skollärare i Hille socken. Han verkade för nykterheten. 
År 1849 emigrerade han med 146 Hillebor till USA. Han blev pastor för de svenska nybyggena Andover, Galesburg, Moline och Rock Island i Illinois. 1858 tillträdde han en professur vid Illinoiskonferensens teologiska högskola i Springfield. Esbjörn deltog i bildandet av Augustanasynoden och blev föreståndare för synodens prästseminarium.
Esbjörn återvände till Sverige 1863 och efterträdde då Johan Dillner som kyrkoherde i Östervåla. En relief av Esbjörn och hans första maka Amalia skuren och målad av Bror Hjorth hänger i Östervåla kyrka. När Esbjörn for till Amerika införde han psalmodikonet, som underlättade psalmsången. Johan Dillner hade uppfunnit ett siffernotsystem, så att även de som inte kunde läsa vanliga noter kunde spela på instrumentet.

### Familj
Esbjörn gifte sig första gången med Lovisa Amalia Maria Planting-Gyllenbåga (1810–1852), dotter till löjtnanten Vilhelm Fredrik Planting-Gyllenbåga och Maria Gustava Hedman. De fick tillsammans barnen stationsinspektoren Johan Alfred Esbjörn (född 1839) och kaptenen Josef Esbjörn i Amerika.
Esbjörn gifte sig andra gången med Helena Kat. Magnusson (1827–1853).
Esbjörn gifte sig tredje gången med Gust. Alb. Magnusson (född 1833). De fick tillsammans barnen professorn Konstantin Magnus Esbjörn (född 1858) vid Augustana collage, Gustaf Albert Luther Esbjörn (född 1860), professorn Karl Linus Eugen Esbjörn (född 1862) vid Augustana collage, skolläraren Maria Rediviva Esbjörn (född 1864), Hanna Dorotea Esbjörn (född 1866), Paul Oskar Esbjörn (född 1868), Lars Oskar Paul Esbjörn (född 1870) och två tvillingpojkar.